# Rumunská řeckokatolická církev

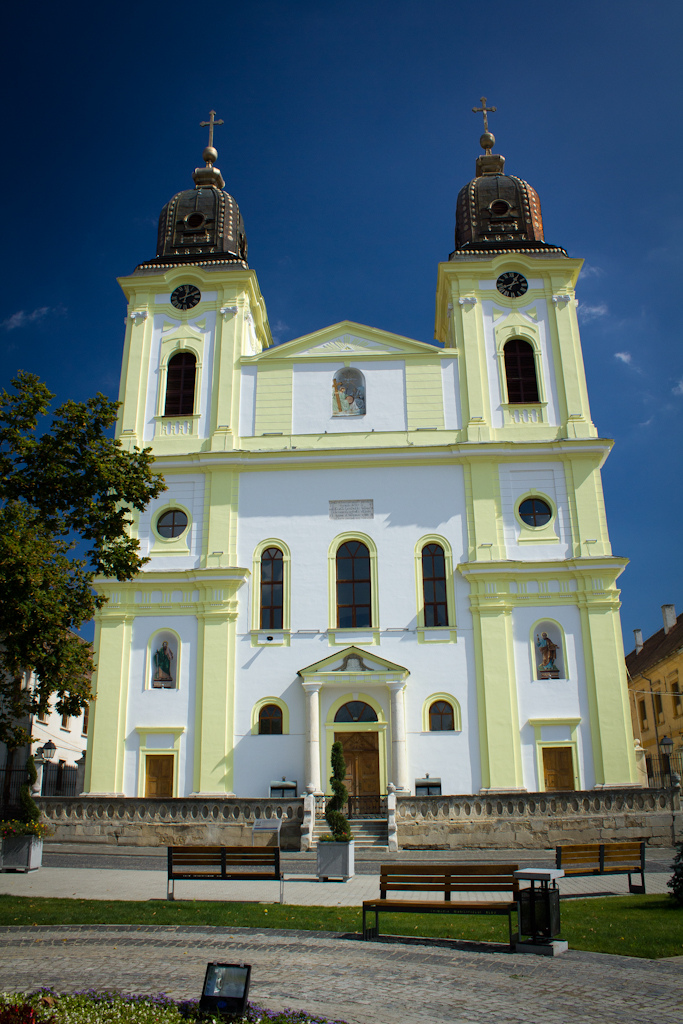
Řeckokatolická katedrála Nejsvětější Trojice v Blaji

Rumunská řeckokatolická církev (rumunsky Biserica Română Unită cu Roma, Greco-Catolică) je jedna z východních katolických církví, která používá byzantský ritus a uznává papeže v Římě. Je ve společenství s Římskokatolickou církví. Liturgickým jazykem církve je rumunština. V jejím čele stojí vrchní arcibiskup v Blaji. Na celém světě (vč. eparchie-diecéze pro USA a Kanadu) má 512 720 věřících (2015; počet mírně klesá: 2013 – 535 170, 2014 – 512 950).

## Historie
V roce 1687 císař Leopold I. připojil Panonskou pánev do své říše. Od roku 1693 zde mezi ortodoxními křesťany působily jezuitské misie. Jejich snahy vedly k tomu, že v roce 1698 metropolita Atanasie v Sedmihradsku přijal unii s Římem a v roce 1700 ji potvrdila synoda biskupů. Území nejprve bylo pod správou Ostřihomského arcibiskupství. Teprve papež Pius IX. ustanovil v roce 1853 vlastní církevní provincii pro rumunskou řeckokatolickou církev s metropolitním biskupstvím a třemi podřízenými biskupstvími.
Po první světové válce připadlo Sedmihradsko roku 1920 Rumunsku a v roce 1940 měla církev pět diecézí s 1500 kněžími a 1,5 miliónem věřících. Když v roce 1948 začal v Rumunsku vládnout komunismus, byla unie s Římem ještě téhož roku formálně zrušena a církev byla sjednocena s Rumunskou pravoslavnou církví. Biskupové a další představitelé, kteří se tomuto rozhodnutí nepodřídili, byli zatčeni.
Po pádu komunismu v roce 1989 byla v následujících soudních procesech řeckokatolická církev obnovena a 14. března 1990 jmenoval papež Jan Pavel II. pět nových biskupů. 16. prosince 2005 byla církev povýšena z metropolitní na vyšší/vrchní arcibiskupskou. Vrchní arcibiskup (1994-2005 metropolita) Lucian Mureșan byl 18.2.2012 jmenován kardinálem.

## Organizační struktura
Primasem rumunské řeckokatolické církve je vyšší arcibiskup v Alba Iulia, který sídlí v Blaji.
Církev je tvořena sedmi diecézemi (šest se nachází v Rumunsku, jedna v USA):
- Vyšší archieparchie Făgăraș a Alba Iulia (vlastní sídlo vyššího arcibiskupa) se sufragánními eparchiemi:
  - Eparchie klužsko-gherlaská se sídlem v Kluži
  - Eparchie velkovaradínská se sídlem v Oradeji
  - Eparchie lugojská se sídlem v Lugoji
  - Eparchie maramureșká se sídlem v Baia Mare
  - Eparchie svatého Bazila Velikého v Bukurešti se sídlem v Bukurešti (vznikla 29. května 2014)
- Rumunská eparchie svatého Jiří v Cantonu ve Spojených státech je bezprostředně podřízena Svatému Stolci